# IJsland op de Olympische Zomerspelen 2000
IJsland nam deel aan de Olympische Zomerspelen 2000 in Sydney, Australië. Voor de derde keer in de olympische geschiedenis won IJsland een medaille: een bronzen door toedoen van atlete Vala Flosadóttir. 

## Medailleoverzicht
| Sport    | Olympiër         | Discipline               | Medaille |
| -------- | ---------------- | ------------------------ | -------- |
| Atletiek | Vala Flosadóttir | polsstokhoogspringen (v) | Brons    |

## Deelnemers en resultaten

### Atletiek
| Olympiër                 | Discipline               | Resultaat | Prestatie                                                               |
| ------------------------ | ------------------------ | --------- | ----------------------------------------------------------------------- |
| Magnús Aron Hallgrímsson | discuswerpen (m)         | 21e       | kwalificatie groep A: 9de met 60,95m                                    |
| Jón Arnar Magnússon      | tienkamp (m)             | DNF       | niet gefinisht                                                          |
|                          |                          |           |                                                                         |
| Guðrún Arnardóttir       | 400m horden (v)          | 7e        | serie 5: 2de in 56,30 halve finale 2: 5de in 54,82 finale: 7de in 54,63 |
| Martha Ernstdóttir       | marathon (v)             | DNF       | niet gefinisht                                                          |
| Þórey Edda Elísdóttir    | polsstokhoogspringen (v) | 22e       | kwalificatie groep A: 11de met 4,00m                                    |
| Vala Flosadóttir         | polsstokhoogspringen (v) | Brons     | kwalificatie groep B: 1ste met 4,30m finale: 3de met 4,50m (NR)         |

### Gymnastiek
| Olympiër            | Discipline               | Resultaat | Prestatie                             |
| ------------------- | ------------------------ | --------- | ------------------------------------- |
| Rúnar Alexandersson | individuele meerkamp (m) | 50e       | kwalificatie: 50ste met 52,149 punten |

### Schietsport
| Olympiër               | Discipline | Resultaat | Prestatie                                  |
| ---------------------- | ---------- | --------- | ------------------------------------------ |
| Alfreð Karl Alfreðsson | skeet (m)  | 47e       | kwalificatie: 47ste met 111 punten (66-45) |

### Zeilen
| Olympiër                | Discipline | Resultaat | Prestatie                                      |
| ----------------------- | ---------- | --------- | ---------------------------------------------- |
| Hafsteinn Ægir Geirsson | laser      | 42e       | 355 punten: (41-42-21-39-36-42-41-39-44-44-44) |

### Zwemmen
| Olympiër                   | Discipline           | Resultaat | Prestatie                                                                               |
| -------------------------- | -------------------- | --------- | --------------------------------------------------------------------------------------- |
| Ríkarður Ríkarðsson        | 100m vrije slag (m)  | 58e       | serie 3: 4de in 52,58                                                                   |
| Örn Arnarson               | 200m vrije slag (m)  | 15e       | serie 5: 3de in 1.59,78 (NR) halve finale 1: 7de in 1.50,41                             |
| Örn Arnarson               | 200m rugslag (m)     | 4e        | serie 4: 2de in 1.59,80 (NR) halve finale 1: 3de in 1.58,99 (NR) finale: 4de in 1.59,00 |
| Hjalti Guðmundsson         | 100m schoolslag (m)  | 52e       | serie 4: 6de in 1.05,55                                                                 |
| Jakob Sveinsson            | 200m schoolslag (m)  | 25e       | serie 4: 4de in 2.17,86 (NR)                                                            |
| Ríkarður Ríkarðsson        | 100m vlinderslag (m) | 48e       | serie 2: 6de in 56,11 (NR)                                                              |
|                            |                      |           |                                                                                         |
| Elín Sigurðardóttir        | 50m vrije slag (v)   | 51e       | serie 5: 8ste in 27,58                                                                  |
| Lára Hrund Bjargardóttir   | 100m vrije slag (v)  | 51e       | serie 2: 4de in 58,44                                                                   |
| Lára Hrund Bjargardóttir   | 200m vrije slag (v)  | 51e       | serie 2: 1ste in 2.05,22                                                                |
| Kolbrún Yr Kristjánsdóttir | 100m rugslag (v)     | 43e       | serie 1: 4de in 1.07,28                                                                 |
| Kolbrún Yr Kristjánsdóttir | 200m rugslag (v)     | 32e       | serie 1: 2de in 2.24,33                                                                 |
| Íris Edda Heimisdóttir     | 100m schoolslag (v)  | 33e       | serie 2: 3de in 1.14,07                                                                 |
| Íris Edda Heimisdóttir     | 200m schoolslag (v)  | 32e       | serie 2: 7de in 2.38,52                                                                 |
| Eydís Konráðsdóttir        | 100m vlinderslag (v) | 39e       | serie 3: 7de in 1.03,27                                                                 |

Albanië · Algerije · Amerikaanse Maagdeneilanden · Amerikaans-Samoa · Andorra · Angola · Antigua en Barbuda · Argentinië · Armenië · Aruba · Australië · Azerbeidzjan · Bahama's · Bahrein · Bangladesh · Barbados · België · Belize · Benin · Bermuda · Bhutan · Bolivia · Bosnië en Herzegovina · Botswana · Brazilië · Britse Maagdeneilanden · Brunei · Bulgarije · Burkina Faso · Burundi · Cambodja · Canada · Centraal-Afrikaanse Republiek · Chili · China · Chinees Taipei · Colombia · Comoren · Congo-Brazzaville · Congo-Kinshasa · Cookeilanden · Costa Rica · Cuba · Cyprus · Denemarken · Djibouti · Dominica · Dominicaanse Republiek · Duitsland · Ecuador · Egypte · El Salvador · Equatoriaal-Guinea · Eritrea · Estland · Ethiopië · Fiji · Filipijnen · Finland · Frankrijk · Gabon · Gambia · Georgië · Ghana · Grenada · Griekenland · Groot-Brittannië · Guam · Guatemala · Guinee · Guinee‑Bissau · Guyana · Haïti · Honduras · Hongarije · Hongkong · Ierland · IJsland · India · Indonesië · Irak · Iran · Israël · Italië · Ivoorkust · Jamaica · Japan · Jemen · Joegoslavië · Jordanië · Kaaimaneilanden · Kaapverdië · Kameroen · Kazachstan · Kenia · Kirgizië · Koeweit · Kroatië · Laos · Lesotho · Letland · Libanon · Liberia · Libië · Liechtenstein · Litouwen · Luxemburg · Macedonië · Madagaskar · Malawi · Malediven · Maleisië · Mali · Malta · Marokko · Mauritanië · Mauritius · Mexico · Micronesië · Moldavië · Monaco · Mongolië · Mozambique · Myanmar · Namibië · Nauru · Nederland · Nederlandse Antillen · Nepal · Nicaragua · Nieuw-Zeeland · Niger · Nigeria · Noord-Korea · Noorwegen · Oeganda · Oekraïne · Oezbekistan · Oman · Oostenrijk · Pakistan · Palau · Palestina · Panama · Papoea-Nieuw-Guinea · Paraguay · Peru · Polen · Portugal · Puerto Rico · Qatar · Roemenië · Rusland · Rwanda · Saint Kitts en Nevis · Saint Lucia · Saint Vincent en Grenadines · Salomonseilanden · Samoa · San Marino ·  Sao Tomé en Principe · Saoedi-Arabië · Senegal · Seychellen · Sierra Leone · Singapore · Slovenië · Slowakije · Soedan · Somalië · Spanje · Sri Lanka · Suriname · Swaziland · Syrië · Tadzjikistan · Tanzania · Thailand · Togo · Tonga · Trinidad en Tobago · Tsjaad · Tsjechië · Tunesië · Turkije · Turkmenistan · Uruguay · Vanuatu · Venezuela · Verenigde Arabische Emiraten · Verenigde Staten · Vietnam · Wit-Rusland · Zambia · Zimbabwe · Zuid-Afrika · Zuid-Korea · Zweden · Zwitserland · Individuele olympische atleten